# Міхельсберзька культура
49°05′16″ пн. ш. 8°33′42″ сх. д. / 49.087883° пн. ш. 8.561572° сх. д.

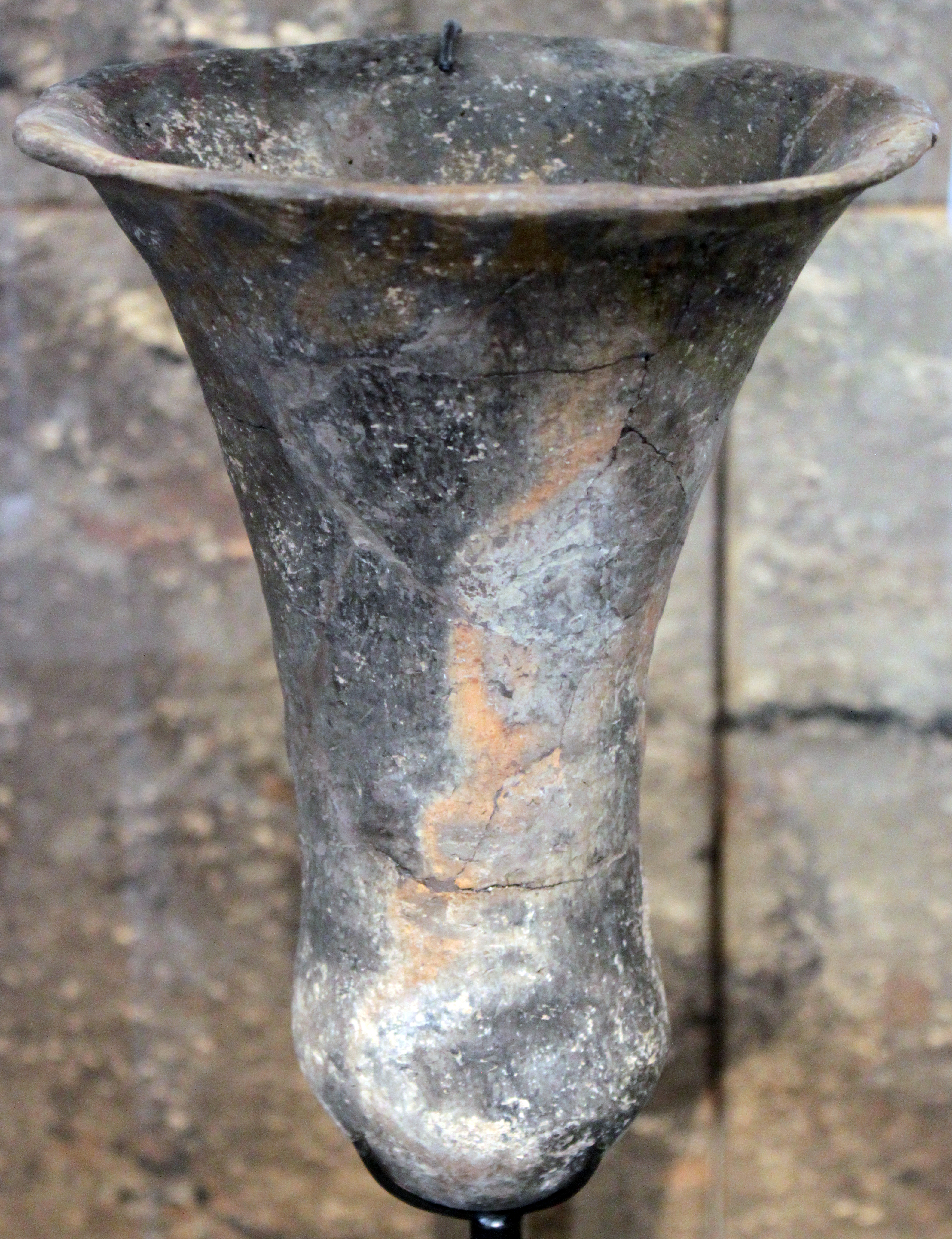
Тюльпаноподібний кубок з Міхельсберга

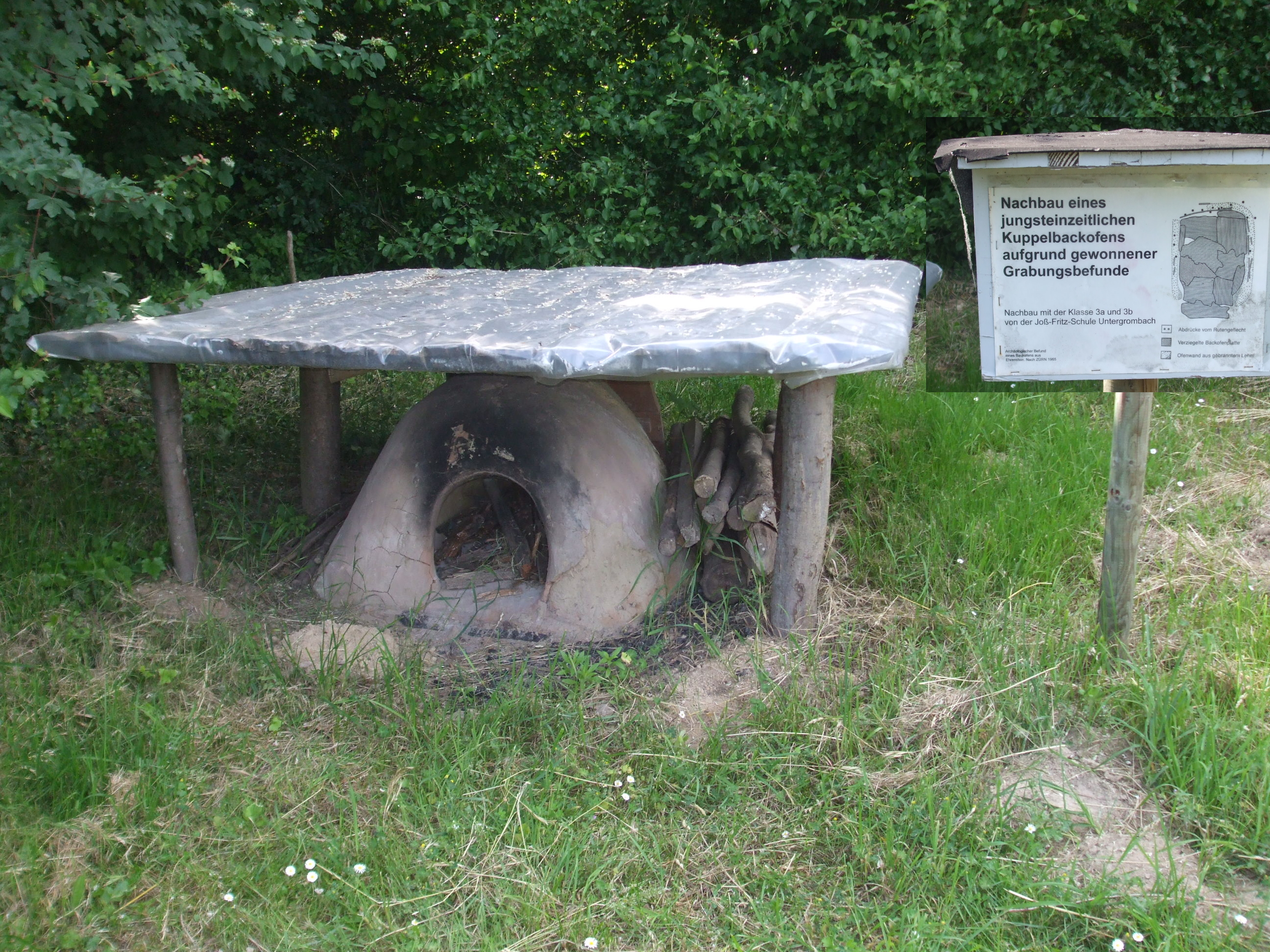
Копія купольної печі (неоліт) на Міхельсберзі (Унтергромбах)

Міхельсберзька культура,  (нім. Michelsberger Kultur) (MK) — археологічна культура центральної Європи епохи неоліту. 
Датується періодом близько 4400-3500 рр до Р. Х. 
Назва походить від археологічного пам'ятника біля пагорба Міхельсберг біля Унтергромбаха, між Карлсруе та Гайдельбергом (земля Баден-Вюртемберг).

## Відкриття та історія досліджень
Перші відкриття матеріалів цієї культури відбулися 1884 року, систематичні розкопки почалися 1889 року. 
В 1950-і та 1960-ті роки також проводилися розкопки.

## Датування та розповсюдження
Культуру датують періодом кінця 5 - початку 4 тисячоліття до Р. Х., відносять до пізнього неоліту Центральної Європи. 
Була поширена здебільшого на заході Центральної Європи вздовж обох берегів Рейну. Детальну хронологію, засновану на аналізі кераміки, запропонував в 1960-ті роки німецький археолог Єнс Люнінг.
Згідно з ранніми гіпотезами, культура була місцевим різновидом культури лійчастого посуду, що асимілювала деякі досягнення колишньої Ресенської культури
.
У. Зайдель і К. Женес, спираючись на хронологію поширення культурних артефактів міхельсберзької культури, відновили наступну картину: культура зародилася у центрально-західній Франції, потім мігрувала у бік Па-де-Кале і майбутніх країн Бенілюкса (етап Бішхайєс, або ранній Міхельсберг) і на пізніх стадіях перемістилася на крайній північний захід Німеччини (середній та пізній Міхельсберг), де непрохідним бар'єром для її подальшого поширення стала культура лійчастих кубків. 
Культура була в основному сухопутною - єдині приморські землі, які їй вдалося зайняти, прилягали до Па-де-Кале, але були втрачені на пізніх стадіях 
.

## Поселення
Великомасштабні розкопки поселень МК досі (станом початку XXI століття) не проводилися. 
У деяких поселеннях виявлено сліди спорудження земляних валів-огорож.
Епонімне поселення у Міхельсберзі збереглося дуже добре. 
Воно було огороджено криволінійним валом, усередині поселень виявлено численні ями, які могли використовуватися як фундаменти будинків. 
Споруди були дерев'яними, вкритими обмазкою. 
У східній частині Міхельсберга виявлено сліди дороги.
При розкопках поселення у ньому не були виявлені сліди руйнації чи насильницької смерті. 
У деяких ямах виявлено залишки запасів їжі. 
Таким чином, мабуть, поселення було залишено через кліматичні чи екологічні умови. 
Передбачається, що причиною стало висихання рукавів Рейну, які зазвичай протікали біля пагорба, внаслідок посухи, тому ведення сільського господарства стало неможливим.
Варто зазначити, що у Центральній Європі того часу планування поселень змінювалося за короткий час, і поселення могли бути занедбані з різних причин. Наприклад, археологічний пам'ятник у Брухзалі містить останки земляних споруд різних етапів розвитку цієї культури.

## Метали
Хоча у розкопках культури Міхельсберг (наприклад, у Гайльбронні) випадково зустрічаються окремі вироби з міді, ця культура не мала її обробки.

## Кераміка
Міхельсберзька кераміка зазвичай виглядає як тюльпаноподібний посуд без прикрас. 
Такий посуд був набагато примітивнішим у порівнянні як з попередніми традиціями, так і з сусідами цієї культури.

## Економіка
Знахідки ячменю та полби-двозернянки показують, що культура Міхельсберг була сільськогосподарською. 
Про наявність тваринництва говорять кістки домашньої великої рогатої худоби, свиней, овець та кіз, а також домашніх собак. 
Кістки оленів та лисиць говорять про те, що носії Міхельсберзької культури займалися також полюванням.

## Похоронна практика
Могили Міхельсберзької культури трапляються рідко. 
У селища Ауе знайдено 8 могил, які цікаві тим, що в них відсутні люди зрілого віку – лише діти та старі люди.
Незвичайне поховання знайдено у Франції — тут у могилі шахтного типу виявлено скорчене тіло дорослої жінки, біля ніг якої лежав камінь, а тіло було покладено на основу з уламків кераміки та кісток. 
Її смерть настала від удару тупим предметом по черепу.

## Палеогенетика
У зразка Es97-1 (4230—3879 рр до Р. еХ) виявлено мітохондріальну гаплогрупу K1a-195 та Y-хромосомну гаплогрупу I2a1-L161, у зразка BLP10 (4224—3980 рр до н. е.) виявлено мітохондріальну гаплогрупу Y-хромосомна гаплогрупа I2a2-M223> Y3259> Y6098 
.